# Babi (mitologia egizia)

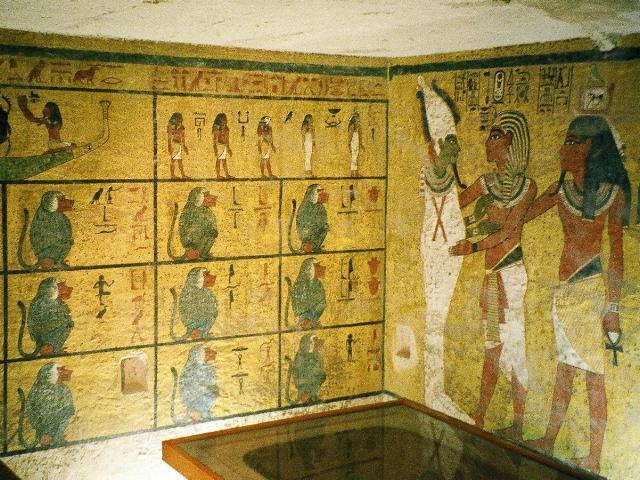
Particolare dei babbuini (dodici in tutto, simboleggianti le ore notturne) che decorano una parete della Tomba di Tutankhamon, nella Valle dei Re. A destra Osiride, Tutankhamon e la personificazione dell'anima del re nell'oltretomba.

Babi (anche Baba; in greco Bapho) è una divinità egizia della religione dell'antico Egitto, feroce, virile e sanguinaria deificazione del babbuino, animale molto diffuso nella antica valle del Nilo.

## Caratteristiche

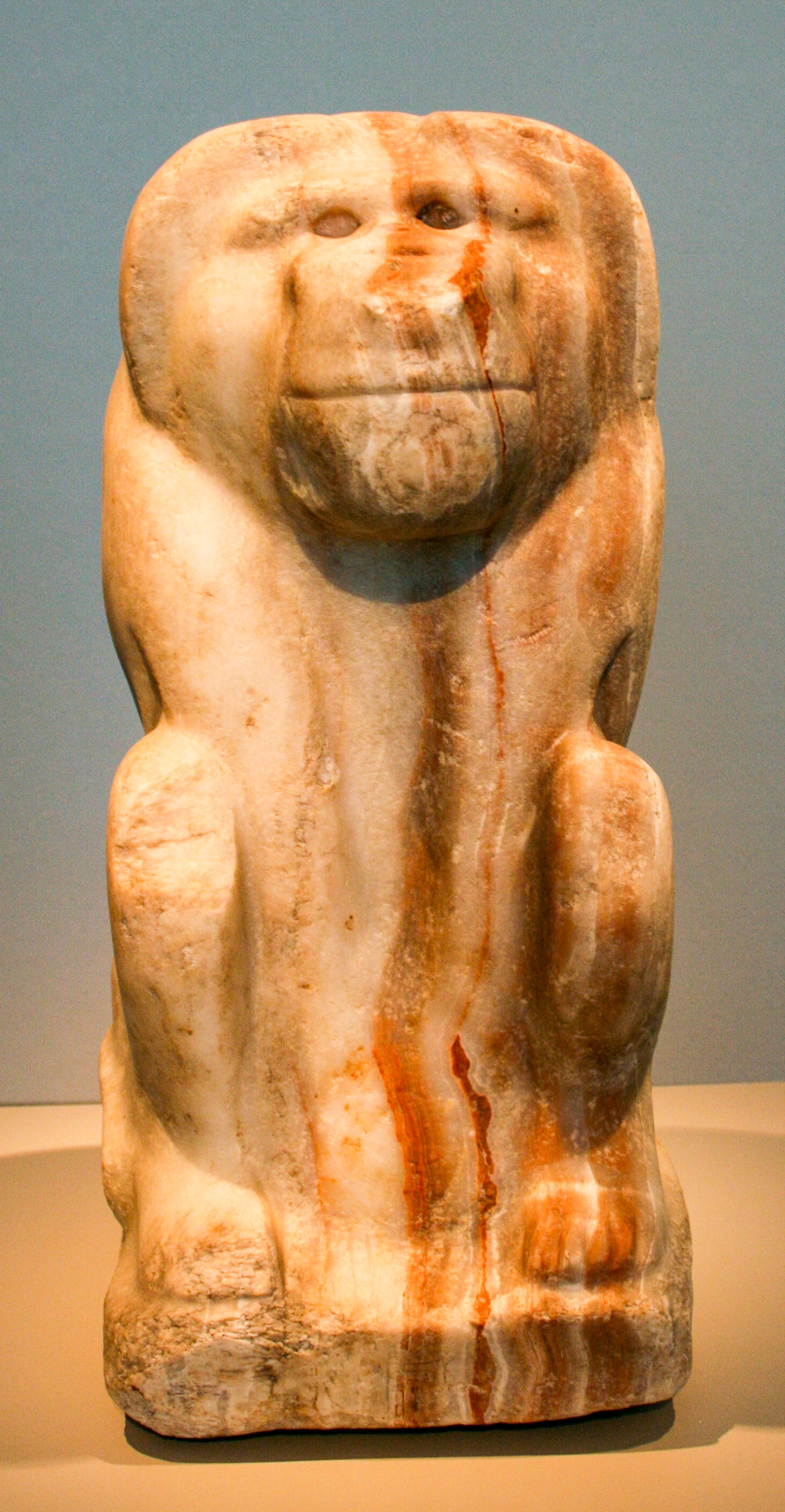
Statuetta di un babbuino seduto con il cartiglio dell'arcaico faraone Narmer. Neues Museum, Berlino.

Il suo nome è solitamente tradotto come "Toro dei babbuini", cioè "maschio dominante dei babbuini, capo dei babbuini". Dal momento che i babbuini mostrano di possedere varie caratteristiche in comune con gli esseri umani, forse già nel Periodo Predinastico dell'Egitto si credette che fossero le anime degli antenati. In particolare, i maschi-alfa dei babbuini furono identificati con i faraoni defunti e chiamati "Grande Bianco" (Hez-Ur), dal momento che il maschio dominante del Papio hamadryas, la specie di babbuini più diffusa in Egitto, ha un folto mantello bianco-grigiastro. Per esempio, l'arcaico faraone Narmer risulta, in alcune rappresentazioni, trasformato in un babbuino.
D'accordo con tale caratterizzazione funeraria dei babbuini, il dio Babi fu venerato come una divinità dell'oltretomba. Il babbuino è un animale onnivoro ed estremamente aggressivo: così, Babi assunse caratteristiche particolarmente feroci e sanguinarie, al punto che si ritenne che vivesse nutrendosi delle viscere dei defunti e massacrando chiunque incontrasse. Secondo la credenza egizia, Babi sarebbe stato un divoratore delle anime dei malvagi, una volta che quest'ultime fossero state riconosciute colpevoli contro la dea Maat (la verità, la giustizia) mediante la "pesatura del cuore" (psicostasia). Si diceva quindi che Babi risiedesse presso un lago infuocato simboleggiante il concetto di distruzione. Il giudizio dei malvagi era un momento fondamentale nell'Aldilà, e Babi fu così indicato il primogenito di Osiride, dio dei morti venerato nelle stesse regioni dove il culto di Babi aveva vigore.
I babbuini sono anche dotati di una considerevole libido e di una notevole caratterizzazione genitale, motivo per cui Babi fu peculiarmente indicato come dio della virilità dei defunti. Era generalmente raffigurato con una vistosa erezione e, in associazione alla sua presenza durante il giudizio delle anime, poteva essere rappresentato mentre si serviva del proprio pene come albero del traghetto con cui trasportava le anime dei morti nei paradisiaci campi Aaru. Tale particolare iconografia di Babi era anche connessa alla credenza che il dio avrebbe salvaguardato le anime dei defunti dal soffrire di impotenza.